# Санфре
Санфре (итал. Sanfrè) — коммуна в Италии, располагается в регионе Пьемонт, в провинции Кунео.
Население составляет 2701 человек (2008 г.), плотность населения составляет 180 чел./км². Занимает площадь 15 км². Почтовый индекс — 12040. Телефонный код — 0172.
Покровителями коммуны почитаются святые апостолы Пётр и Павел, празднование 29 июня.

## Демография
Динамика населения:

## Администрация коммуны
- Официальный сайт: